# Martinet de Bolivie
Chaetura egregia
Espèce
Répartition géographique
Statut de conservation UICN

 LC  : Préoccupation mineure
Le Martinet de Bolivie (Chaetura egregia) est une espèce d'oiseaux d'Amérique du Sud appartenant à la famille des Apodidae.

## Répartition
Cet oiseau vit en Amazonie.